# Wasurenagumo
Wasurenagumo (わすれなぐも? lett. "La ragazzina ragno") è un film d'animazione giapponese prodotto dallo studio Production I.G. per il progetto Anime Mirai 2012. Diretto da Toshihisa Kaiya, l'anime si inserisce nelle lista di titoli appositamente animati grazie ai fondi dell'Agenzia per gli Affari Culturali del governo giapponese e che prevedono di essere impiegati per l'allenamento di giovani animatori.

## Trama
Un libraio appassionato di libri antichi e la liceale nipote del proprietario del negozio scoprono che un tempo la città fu attaccata da un'enorme donna ragno. Quando l'onmyōji sconfisse la donna mostruosa, dal suo corpo si liberarono tanti piccoli ragni, tutti sterminati tranne uno: una ragazzina a metà tra l'umano e l'aracnide.
Scartabellando tra alcuni libri antichi la studentessa finisce per aprire un vecchio tomo e, senza rendersene conto, risvegliare la bambina-ragno.
Il librario, intenerito dall'aspetto infantile della creatura, finisce per allevarla, sebbene lo stesso libro riporti che l'onmioji che l'aveva cresciuta aveva presto scoperto che la piccola aveva cominciato già in tenera età a nutrirsi di uomini.
I giorni passano e la liceale Mizuki si preoccupa per il librario: di fronte alla tenerezza iniziale comincia a crescere il senso di disagio e sospetto; l'uomo intanto ne è come infatuato ed ipnotizzato e così Mizuki lo convince a parlare con un suo amico più anziano ed esperto. Questi gli consegna una mappa che, dice, può aiutarli a svelare l'arcano sulla natura della piccola. Poi consiglia la giovane di non lasciare che Suzuri si faccia avvolgere in una tela perché ormai è come stregato e fuori di sé.
Giunti in un villaggio abbandonato i due indagano e finiscono presto di fronte al lago in cui è stata rinchiusa la madre della bimba. Mizuki prontamente sottrae il libraio Suzuri dalla tela delle aracnidi e lo salva dalle fauci delle due donne. Tuttavia questo porta il terrapiano su cui si trovano a precipitare nel lago e a salvarli, inaspettatamente, è solo la tela della bambina. Sani e salvi, la bimba alla fine lascia precipitare la ragazza che diventa così preda dell'aracnide gigante.
Quando il libraio torna dal collega per riconsegnare la mappa, lo accompagna una nuova liceale, simile nelle fattezze a Mizuki ma con due vistosi occhi rossi e dei capelli neri come il carapace della bimba mostruosa. Il libraio anziano sorride complice ed imbarazzato: anche la compagna che gli serve il tè non è del tutto umana.

## Personaggi
Mizuki Henmei ( 辺見瑞紀 ?,  Henmi Mizuki)
Doppiata da Asami Shimoda
 Shu Suzuri ( 硯 周 ?,  Suzuri Shu)
Doppiato da Hiroshi Tsuchida
La ragazzina-ragno
Doppiata da Tomoko Kaneda